# حصن محمد علي هيتم (مودية)

تعديل مصدري - تعديل

حصن محمد علي ة يتم هي إحدى قرى عزلة مودية بمديرية مودية التابعة لمحافظة أبين، بلغ تعداد سكانها 144 نسمة حسب تعداد اليمن لعام 2004.